# Mohamed Bouazizi
Pour les articles homonymes, voir Bouazizi.
Mohamed Bouazizi (arabe : محمد البوعزيزي), de son nom complet Tarek al-Tayeb Mohamed Bouazizi (طارق محمد البوعزيزي), né le 29 mars 1984 à Sidi Bouzid et mort le 4 janvier 2011 à Ben Arous, est un vendeur ambulant tunisien dont le suicide par immolation le 17 décembre 2010 — il en meurt deux semaines plus tard — est à l'origine des émeutes qui concourent au déclenchement de la révolution tunisienne évinçant le président Zine el-Abidine Ben Ali du pouvoir, et par extension aux protestations et révolutions dans d'autres pays arabes connues sous le nom de Printemps arabe.

## Parcours
Tarek Bouazizi est rapidement appelé Mohamed, pour le distinguer d'un homonyme, puis porte jusqu'à l'âge adulte le surnom de Basboussa, donné par sa mère Manoubia.

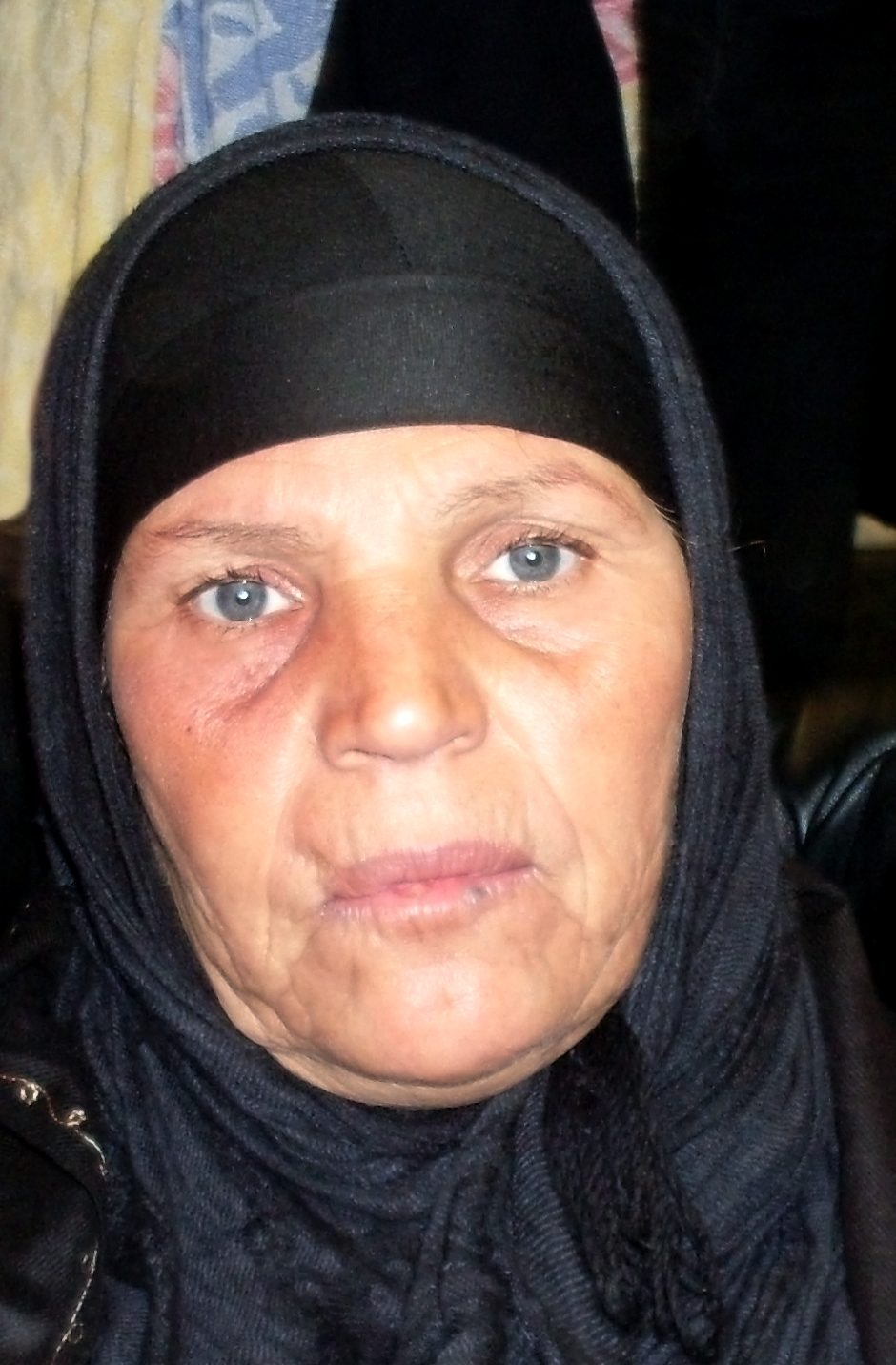
Manoubia Bouazizi, la mère de Mohamed.

Son père, Taïeb, est ouvrier agricole. Mohamed a un frère, Salem, et une sœur, Leïla. Il a trois ans lorsque son père meurt ; sa mère se remarie avec son beau-frère, avec lequel elle a quatre enfants. La famille Bouazizi connaît un revers de fortune après la perte de terres hypothéquées.
À six ans, le jeune Bouazizi participe aux travaux des champs ; à 14 ans, tout en suivant des études au lycée, il est occasionnellement maçon. Assumant le rôle de soutien de famille qui lui est confié, Mohamed Bouazizi reste à Sidi Bouzid, ville agricole de 40 000 habitants, malgré la découverte et l'attrait de Sfax, ville maritime économiquement développée. Abandonnant le lycée au niveau de la terminale,, il s'inscrit dans une association de jeunes chômeurs.
Faute de mieux, à 19 ans, il devient marchand ambulant de fruits et légumes, cette activité constituant le seul revenu de la famille de sept enfants. Son rêve est de pouvoir s'acheter une camionnette pour ne plus avoir à pousser sa charrette.
Ne possédant pas d'autorisation officielle, il subit les sévices d'une administration à laquelle il ne peut verser de pots-de-vin et qui, pendant sept ans, se sert dans sa caisse, lui applique des amendes ou lui confisque sa marchandise, voire sa balance. À sa sœur Leïla, il déclare : « Ici, le pauvre n'a pas le droit de vivre ».

## Suicide
Le 17 décembre 2010, on lui confisque encore une fois son outil de travail (une charrette et une balance). Essayant de plaider sa cause et d'obtenir une autorisation et la restitution de son stock auprès de la municipalité et du gouvernorat provincial, il y est bousculé et se fait expulser des bureaux où il est venu se plaindre,. Sa sœur Leïla explique : « Ce jour-là, les agents municipaux lui avaient confisqué son outil de travail et l'un d'eux l'avait giflé. Il s'est alors rendu à la municipalité, puis au gouvernorat pour se plaindre, mais ici, à Sidi Bouzid, il n'y a personne pour nous écouter. Ils marchent à la corruption et ne travaillent que pour leurs intérêts. »
Humilié publiquement, désespéré, Mohamed Bouazizi s'immole par le feu devant le siège du gouvernorat. Il est transporté à l'hôpital local, puis à Sfax, et enfin au Centre de traumatologie et des grands brûlés de Ben Arous, près de Tunis.
Le décès de Mohamed Bouazizi est annoncé le 4 janvier 2011 à Ben Arous où il était hospitalisé,.
Alors que les réactions à cet acte sont d'abord ignorées par le gouvernement tunisien, sa mère et sa sœur sont reçues le 28 décembre par le président Zine el-Abidine Ben Ali, qui limoge le gouverneur de Sidi Bouzid et les agents municipaux concernés. Une auxiliaire municipale accusée d'avoir giflé Bouazizi est mise en détention provisoire sur ordre de Ben Ali ; la gifle est contestée par des témoins et la policière bénéficie d'un non-lieu le 19 avril 2011 après plusieurs mois de détention provisoire. Six mois après la mort de Bouazizi, sa famille a dû quitter Sidi Bouzid pour La Marsa, accusée de s'être enrichie, et le portrait de Mohamed Bouazizi a été décroché à Sidi Bouzid.
Plusieurs mois après les faits, le récit du suicide fait l'objet de versions divergentes, et la réalité de la gifle reçue par Bouazizi est contestée. Ainsi, Lamine al-Bouazizi, responsable syndical de Sidi Bouzid et anthropologue, raconte : « En fait, on a tout inventé moins d'une heure après sa mort. On a dit qu'il était diplômé chômeur pour toucher ce public, alors qu'il n'avait que le niveau bac et travaillait comme marchand des quatre-saisons. Pour faire bouger ceux qui ne sont pas éduqués, on a inventé la claque de Fayda Hamdi. Ici, c'est une région rurale et traditionnelle, ça choque les gens. Et de toute façon, la police, c'est comme les États-Unis avec le monde arabe : elle s'attaque aux plus faibles » ; il ajoute : « Il a suffi de quelques coups de fil pour répandre la rumeur. De toute façon, pour nous, c'était un détail, cette claque. Si Bouazizi s'est immolé, c'est parce qu'on ne voulait pas le recevoir, ni à la mairie ni au gouvernorat ».
Le 17 décembre 2011, un an après le suicide de Mohamed Bouazizi, une cérémonie de commémoration rassemble plusieurs milliers de Tunisiens à Sidi Bouzid, dont le nouveau président Moncef Marzouki.

## Conséquences

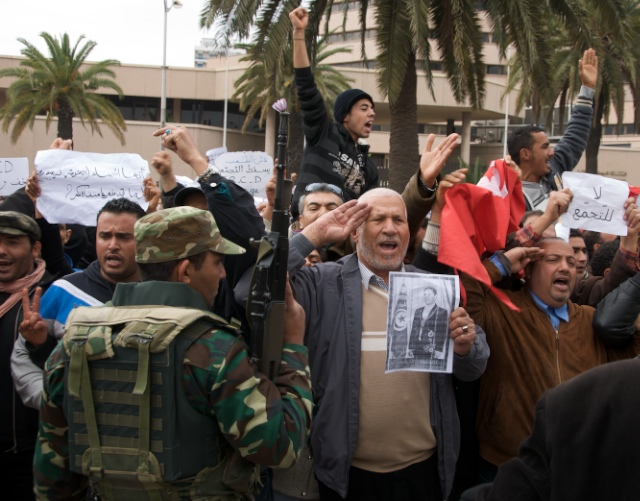
Manifestation le 20 janvier 2011 à Tunis devant le siège du parti au pouvoir qui sera dissous deux mois plus tard.

L'acte désespéré de Bouazizi, qui « préfère mourir plutôt que de vivre dans la misère », provoque la colère parmi les habitants de Sidi Bouzid : des dizaines de personnes manifestent devant le siège du gouvernorat. Le mouvement social s'étend spontanément à d'autres municipalités du pays, malgré la répression. À l'appel de militants syndicaux, la révolte atteint Tunis, la capitale, le 27 décembre 2010, avec environ mille citoyens exprimant leur solidarité avec Bouazizi et les manifestants de Sidi Bouzid. Le 28 décembre, le président Ben Ali, qui s'est rendu au chevet du jeune homme, déclare à la télévision nationale : « J'ai suivi, avec inquiétude et préoccupation, les événements survenus ces derniers jours à Sidi Bouzid ». D'autres suicides ont suivi ainsi que des manifestations de grande ampleur réprimées dans le sang, dans le centre et le sud-ouest du pays.
Les manifestations insurrectionnelles vont néanmoins continuer, engendrant une révolution qui conduit au départ de Ben Ali en Arabie saoudite le 14 janvier 2011 et à la désignation d'un nouveau président.
Kamel Morjane, ministre des Affaires étrangères du nouveau gouvernement Ghannouchi, affirme fin janvier dans Le Figaro : « Ça faisait un moment que les Tunisiens contenaient leur colère et avec l'immolation du jeune Bouazizi, tout a fini par lâcher, comme un élastique ! »
Selon le psychanalyste Fethi Benslama, « Bouazizi est devenu un exemple, et non un mythe, celui de chaque homme réduit par le qahr — un mot que l'on peut traduire par « impuissance totale » — et qui préfère l'anéantissement total plutôt que de vivre comme un rien ».
Victime de « menaces » et de « rumeurs malveillantes », la famille Bouazizi déménage à plusieurs reprises après la révolution. La sœur de Mohamed Bouazizi, Leïla, immigre au Québec au début de 2013 afin de poursuivre des études. Elle est rejointe à Montréal par sa mère, son mari, ses deux demi-frères et sa demi-sœur au printemps 2014. Leur demande d'asile est acceptée par la Commission de l'immigration et du statut de réfugié du Canada.

## Postérité

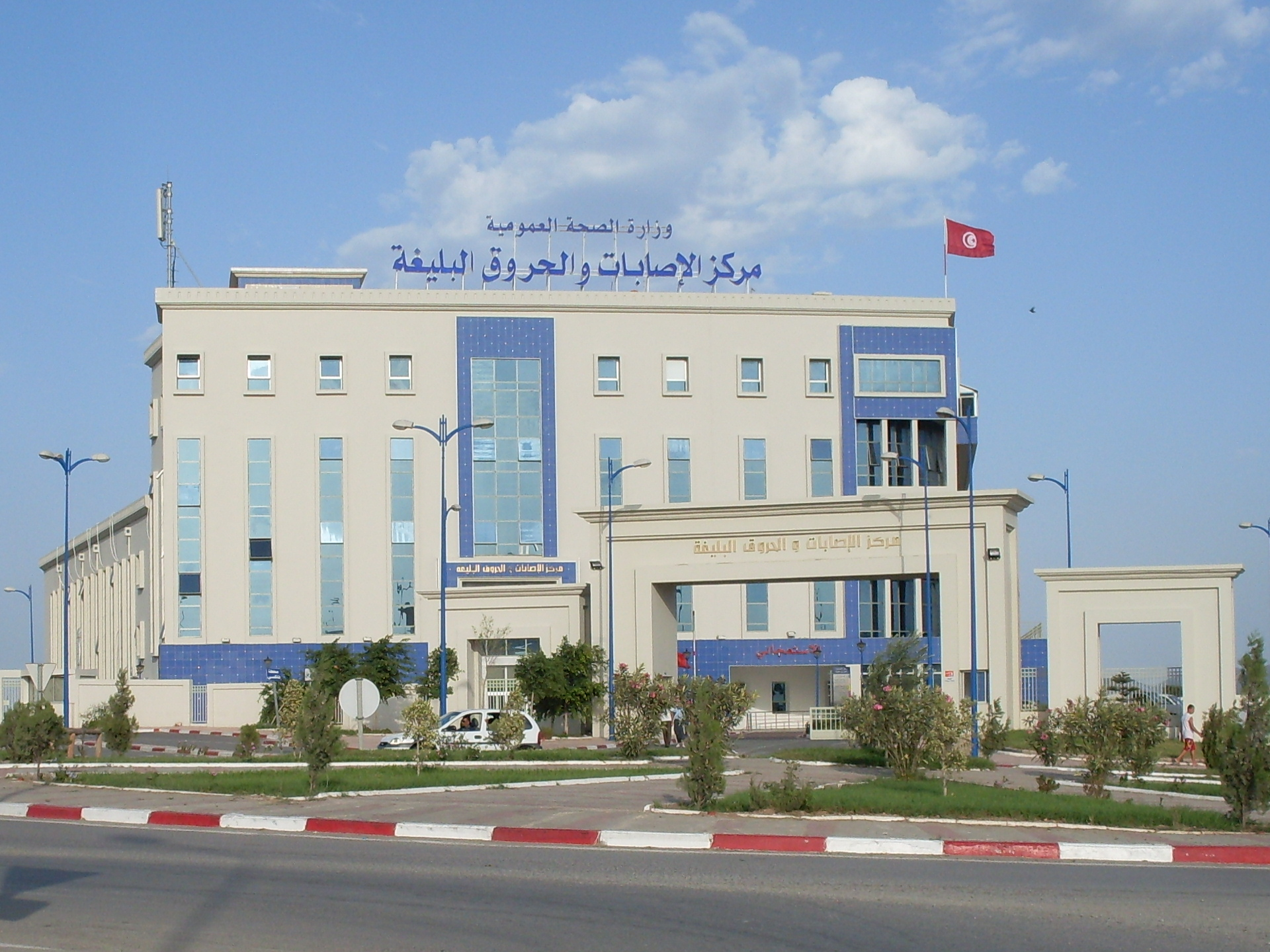
Centre de traumatologie et des grands brûlés de Ben Arous où est mort Bouazizi et renommé en son honneur par le gouvernement de transition.

La municipalité de Tunis annonce, le 17 février 2011, vouloir rebaptiser l'une des avenues les plus importantes de la capitale tunisienne, l'avenue du 7-Novembre — ainsi nommée en référence à la date symbole de la prise du pouvoir par Ben Ali — pour lui donner le nom de Mohamed Bouazizi. Le 25 mars, la Poste tunisienne émet un timbre postal à son effigie.
Le maire de Paris, Bertrand Delanoë, indique vouloir donner à un lieu parisien le nom de Mohamed Bouazizi, « figure emblématique qui, par son acte de résistance, symbolise le combat des Tunisiens pour la démocratie, la justice et la liberté ». Par dérogation à une règle qui interdit que le nom d'une personne soit donné à une voie publique de Paris si elle est morte depuis moins de cinq ans, il est décidé qu'une place du 14e arrondissement de Paris portera le nom de « place Mohamed-Bouazizi en hommage au peuple tunisien et à sa révolution de janvier 2011 », une stèle commémorative devant y être apposée. Cette place, située près du parc Montsouris, est inaugurée le 30 juin 2011 par le maire de Paris, en présence de Mokhtar Trifi, président de la Ligue tunisienne des droits de l'homme.
Le Centre de traumatologie et des grands brûlés de Ben Arous où il est mort doit être renommé « Hôpital Mohamed Bouazizi ».
Le Parlement européen lui décerne le prix Sakharov pour la liberté de l'esprit en 2011, un prix partagé la même année par quatre autres personnalités en relation avec le printemps arabe.
Le romancier marocain Tahar Ben Jelloun publie en 2011 chez Gallimard Par le Feu, court récit de fiction qui reconstitue les dernières semaines de Bouazizi et qui se termine sur un hommage à « un homme simple, comme il y en a des millions, qui, à force d'être écrasé, humilié, nié dans sa vie, a fini par devenir l'étincelle qui embrase le monde ».
Le 17 décembre 2011, un monument commémoratif représentant le chariot de Bouazizi, entouré de chaises vides en symbole des « dictateurs » arabes déchus, est dévoilé, à Sidi Bouzid, « sous les applaudissements de la foule ». Le quotidien The Times désigne Mohamed Bouazizi « personnalité de l'année 2011 » le 28 décembre, attribuant à son immolation le rôle de catalyseur du « Printemps arabe »,.
Les éditions Cérès publient le 7 avril 2012 une biographie de Mohamed Bouazizi signée par Lydia Chabert-Dalix, journaliste et écrivaine qui s'est rendue, dès janvier 2011, à Sidi Bouzid et a été reçue par la famille de Bouazizi ; l'ouvrage relate l'enfance, l'adolescence et les grands moments qui ont marqué sa vie.
Le 1er septembre 2012, deux jours avant la sortie de son quatrième album, l'artiste Kenza Farah publie un clip dédié à Mohamed Bouazizi.
Le 13 mars 2013, un jeune marchand ambulant de cigarettes originaire de Jendouba décède après s'être immolé par le feu, la veille, sur l'avenue Habib-Bourguiba à Tunis.
La mémoire des circonstances de sa mort perdure en 2016 : lorsque le Marocain Mouhcine Fikri décède dans des circonstances analogues, plusieurs médias se demandent s'il faut voir en lui le « Bouazizi du Maroc »,,.
En 2022, le film Harka de Lotfy Nathan, tourné à Sidi Bouzid même, s'inspire fortement du parcours de Mohamed Bouazizi jusqu'à son immolation devant le siège du gouvernorat.